# Mujibur Rahman
Mujibur Rahman of Mujib ur-Rahman (Tungipara, 17 maart 1920 – Dhaka, 15 augustus 1975) was een Bengaals politicus. Hij leidde de afscheiding van Oost-Pakistan en werd de eerste leider van Bangladesh. In het land staat hij ook wel bekend als de "vader van de natie" en ook wel als Bangabandhu (betekenis: "Vriend van Bengalen").

## Levensloop
Zijn vader was een hoge ambtenaar. Mujibur Rahman volgde lager en middelbaar onderwijs aan een zendelingenschool. Hij studeerde daarna economie aan de Islamia College van de Universiteit van Calcutta (1944-1947). Tijdens zijn studententijd was hij secretaris-generaal van de Islamia College Studentenvereniging. 
Na zijn studie was hij activist binnen de All-India Moslim Liga van Mohammed Ali Jinnah. Hij werd ook Bengaals afgevaardigde binnen de bestuursraad van de All-India Moslim Liga. Nadat in 1947 Brits-Indië werd opgesplitst in twee onafhankelijke staten, namelijk Pakistan en India, verkreeg Rahman het staatsburgerschap van de nieuwe staat Pakistan. Pakistan bestond uit West-Pakistan (het huidige Pakistan) en het door 1500 kilometer Indiaas grondgebied daarvan gescheiden Oost-Pakistan (het huidige Bangladesh). 
Sjeik Mujibur Rahman ging rechten studeren aan de Oost-Pakistaanse Universiteit van Dhaka. Inmiddels was hij tot de conclusie gekomen dat de Oost-Pakistanen werden achtergesteld bij de West-Pakistanen (zowel op politiek als op economisch gebied). Hij werd een groot voorstander van Oost-Pakistaans autonomie. Wegens zijn activiteiten werd hij in 1949 uit de universiteit gezet. In datzelfde jaar werd hij echter lid van de Oost-Pakistaanse Awami Moslim Liga (AL) en tot secretaris-generaal van de AL gekozen.
In 1954 werd Rahman voor het Verenigd Front van Oost-Pakistaanse partijen in de Kamer van Afgevaardigden gekozen (dit parlement bevond zich in de Pakistaanse hoofdstad Islamabad). Van 1958 tot 1961 zat hij gevangen wegens zijn politieke activiteiten. In 1966 werd Rahman voorzitter van de AL. De AL veranderde van koers en werd radicaler. Was de partij aanvankelijk voorstander van autonomie, nu eiste zij de onafhankelijkheid van Oost-Pakistan. Rahman stelde een zes-puntenprogramma als uitgangspunt voor besprekingen met West-Pakistan. Wegens zijn separatisme zat hij een tweede maal vast in de gevangenis (1966-1969). Na de val van het regime van generaal Mohammed Ayub Khan (1969) kwam hij vrij. Hij keerde daarna na Oost-Pakistan terug.
Bij de verkiezingen van 1970 werd de AL de grootste politieke partij. Desondanks negeerde de politieke elite in Islamabad de AL. Als reactie hierop brak er een grote volksopstand uit in Oost-Pakistan. Het Pakistaanse leger probeerde met grof geweld de opstand te onderdrukken, maar de Oost-Pakistanen wisten met Indiase steun het Pakistaanse leger te verdrijven. Dit voorkwam evenwel niet dat duizenden Oost-Pakistani het leven lieten.
Besprekingen tussen generaal Yahya Khan, de Pakistaanse president en Mujibur Rahman, de leider van het verzet, liepen op niets uit en op 7 maart 1971 riep Rahman de Volksrepubliek Bangladesh (Bangla Desh= Vrij Bengalen) uit. Een Pakistaanse aanval op Dhaka, de hoofdstad, leidde echter tot de arrestatie van sjeik Mujibur Rahman (25 maart 1971). In april 1971 werd hij in absentia tot president van de volksrepubliek gekozen. Na de Pakistaanse capitulatie in december 1971 in de Indo-Pakistaanse Oorlog van 1971 werd Rahman vrijgelaten en keerde hij naar Bangladesh terug. 
Terug in Bangladesh koos Rahman voor de parlementaire democratie naar Westminster-model, en verwisselde hij het ambt van president voor dat van premier. Hoewel het bewind van Rahman officieel socialistisch was, kwam het uiteindelijk vooral de rijke landeigenaren, de grote boeren en de opkomende middenklasse ten goede. Wel werden enkele grote bedrijven genationaliseerd. De paramilitaire garde van de AL, de Rakshi Bahini, werd ingezet om eventuele opstanden tegen Rahman te onderdrukken. Desondanks nam het verzet toe. 
Op 25 januari 1975 werd sjeik Mujibur Rahman opnieuw president. Op 5 augustus 1975 werd de AL omgevormd tot de Bangladesh Krishak Sramik Awami Liga (BAKSAL). De BAKSAL werd de enige toegestane partij. Voorts werd de staat van beleg afgekondigd. Dit alles in het kader van de 'Tweede Revolutie'. Ontevreden militairen pleegden op 15 augustus 1975 een staatsgreep en vermoordden president Rahman, zijn vrouw en zijn drie zonen en hun vrouwen. Zijn dochter, de latere premier sjeik Hasina Wajed, was op dat moment in Duitsland en ontsnapte aan de dood.

## Na zijn dood
De staatsgreep luidde een lange periode van politieke onrust in Bangladesh in. De coupplegers werden snel afgezet en tegen-coups en nieuwe politieke moorden hielden het land in een wurggreep. Er kwam weer orde in het land na een coup in 1977, waarbij legerchef Ziaur Rahman de macht in handen kreeg. Hij riep zichzelf uit tot president in 1978. 
De coupplegers gingen lange tijd vrijuit. Pas in 1998, toen Mujibs dochter Hasina premier was geworden, werden er twaalf gerechtelijk vervolgd. Ze werden ter dood veroordeeld voor de moorden. Na een afgewezen gratieverzoek werden vijf van hen op 28 januari 2010 door ophanging terechtgesteld. Abdul Majed werd in april 2020 kort na zijn arrestatie verhangen. Vijf andere veroordeelden zijn nog voortvluchtig. Een andere dader stierf, vermoedelijk in Zimbabwe.
Zijn geboortedatum 17 maart geldt in Bangladesh als een nationale feestdag (Birthday of the Father of the Nation Bangabandhu Sheikh Mujibur Rahman)